# عربة المسار الجيومتري (الهندسي)

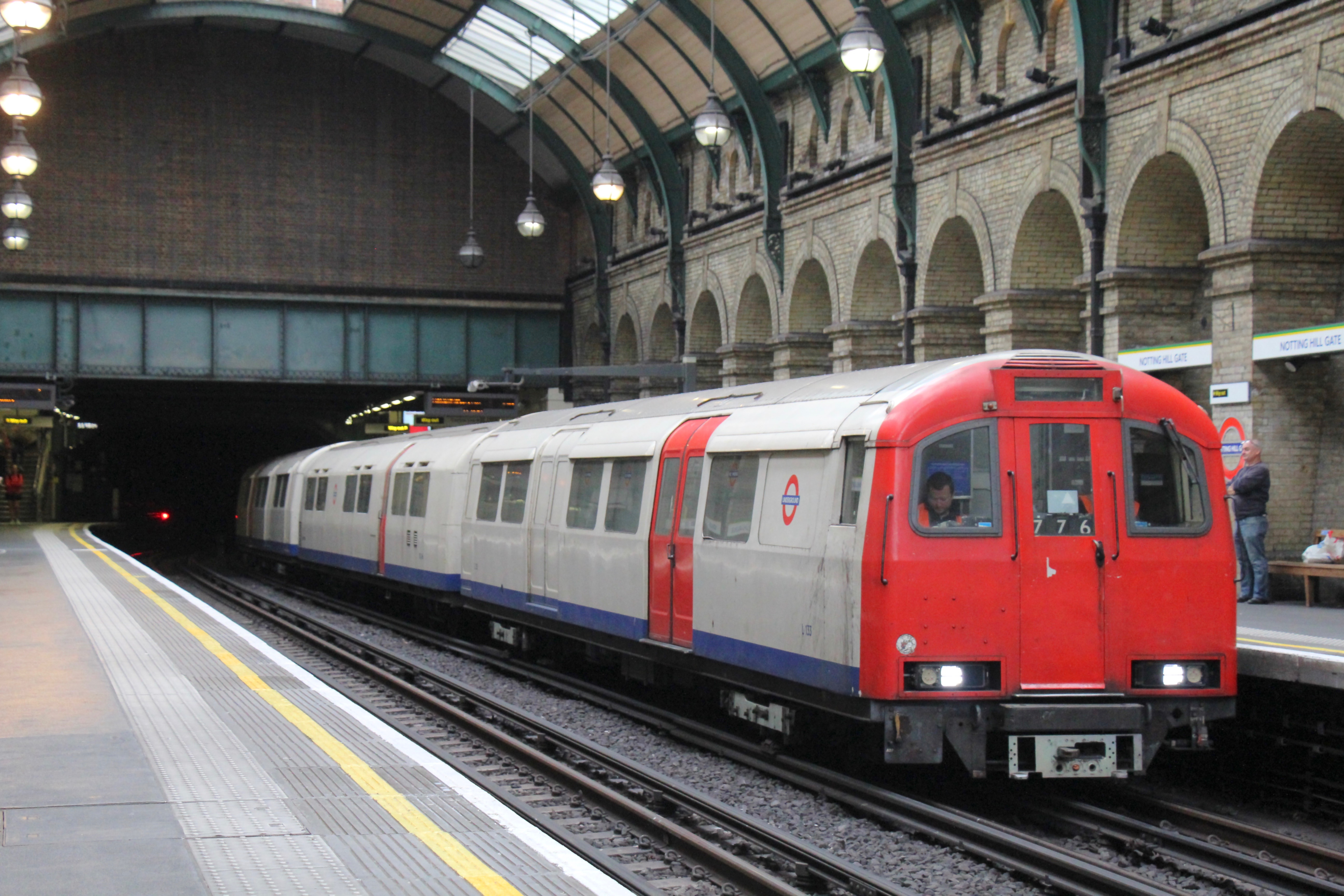
قطار الأنفاق لندن 1960 قطار تسجيل المسار في محطة مترو الأنفاق نوتينغ هيل جيت

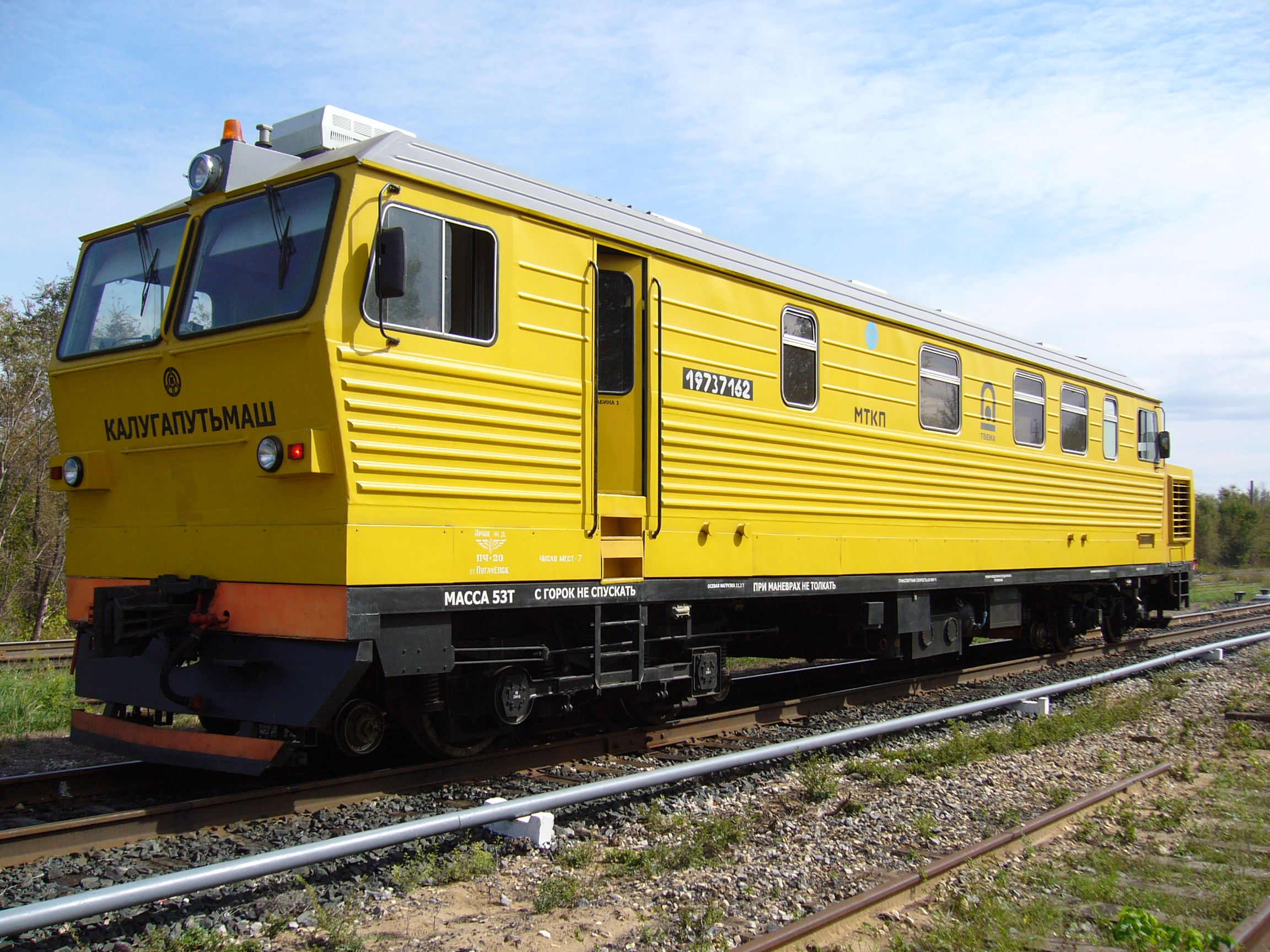
عربة تسجيل المسار الهندسي في روسيا

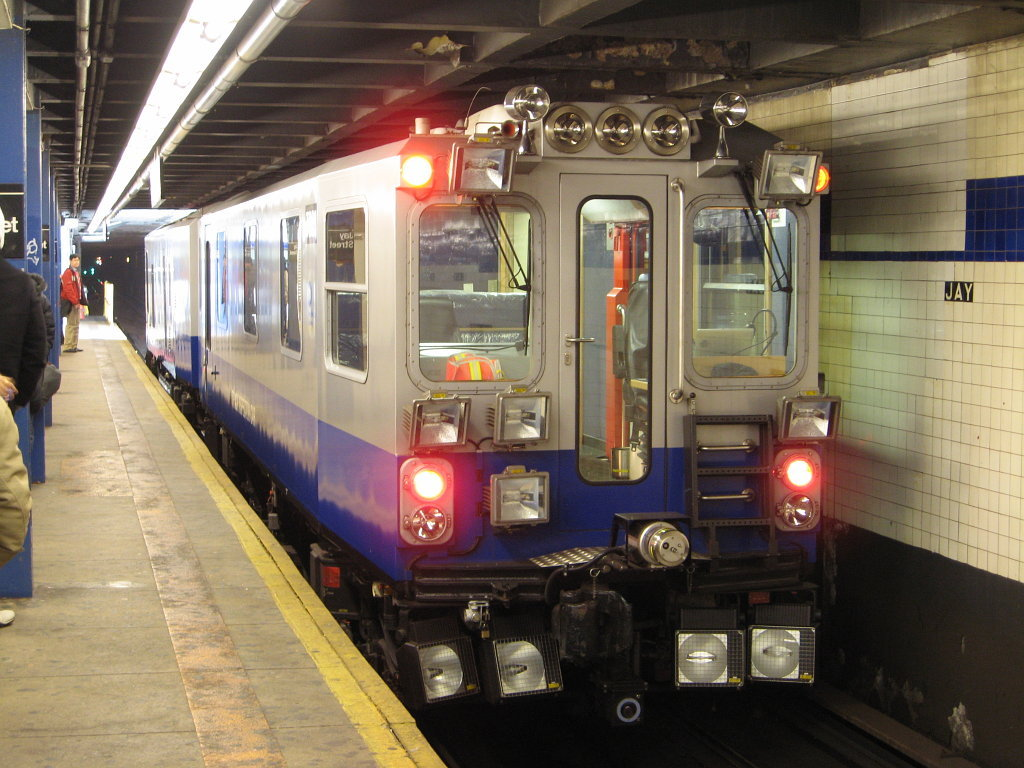
عربة تسجيل المسار الهندسي في مدينة نيويورك ، الولايات المتحدة الأمريكية

عربة المسار الجيومتري (تُعرف أيضًا باسم عربة تسجيل المسار) هي مركبة فحص آلية على نظام النقل بالسكك الحديدية تستخدم لاختبار العديد من المحددات الهندسية للمسار دون عرقلة عمليات السكك الحديدية العادية. تتضمن بعض المعلومات المقاسة عمومًا الموقع والانحناء، رصف المسار، السلاسة والعدد المتقاطع للقضبان. تستخدم العربات مجموعة متنوعة من أجهزة الاستشعار وأنظمة القياس وأنظمة إدارة البيانات لإنشاء المظهر الجانبي للمسار الذي يتم فحصه. 

## العوامل المقاسة
- الرصف - «الرصف هو إسقاط هندسة المسار لكل خط أو خط مركز المسار على المستوى الأفقي،» (تعريف FRA).[1] المعروف أيضا باسم «استقامة» المسارات.
- المسواة عرضية - الاختلاف في مسار المميل على طول «وتر» محدد مسبقًا (عمومًا اثنان وستون قدمًا). على المسار المستقيم أو المماسي، من الأفضل ألا يكون هناك أي تغيير، في حين أن المنحنيات تكون غير مطلوبة بشكل عام.
- الانحناء - الكمية الذي تنحرف به السكة عن كونها مستقيمة أو مماسة. تقوم العربة الهندسية بفحص الانحناء الفعلي (بدرجة الانحناء) لمنحنى مقابل انحناء التصميم.
- الخطوط العلوية (أو سلسال) - يقيس ارتفاع وترنح سلك الاتصال، ومواقع هوائيات أو أعمدة سلسال، ومواقع الجسور السلكية إذا كان ذلك ممكنًا.[2]
- إتساع السكة - المسافة بين القضبان. بمرور الوقت، قد تصبح السكك الحديدية واسعة جدًا أو ضيقة جدًا. في أمريكا الشمالية ومعظم دول العالم، المقياس القياسي هو 4 ft 81⁄2 in (1٬435 mm) .
- المظهر الجانبي للسكك الحديدية - يبحث عن تآكل السكك الحديدية والانحرافات عن المظهر الجانبي القياسي.
- الاعوجاج - الحد الأقصى للتغير في المستوى المتداخل على طول وتر محدد مسبقًا (عمومًا اثنان وستون).[3]

## روابط خارجية
- الإدارة الفيدرالية للسكك الحديدية - برنامج الفحص الآلي للسكك الحديدية (ATIP)
- مثال على بيانات هندسة المسار - مأخوذة بعد تصادم قطار تشاتسوورث لعام 2008